# Plemyria semifumosa
Plemyria semifumosa là một loài bướm đêm trong họ Geometridae.